# Maria Rółkowska
Maria Agnieszka Rółkowska – polska filolog, doktor habilitowany nauk społecznych, adiunkt Instytutu Dziennikarstwa i Komunikacji Społecznej Wydziału Humanistycznego Uniwersytetu Warmińsko-Mazurskiego w Olsztynie.

## Życiorys
W 1996 ukończyła studia filologii polskiej na Uniwersytecie Gdańskim, 10 lutego 2003 obroniła pracę doktorską Ameryka w podróżopisarstwie polskim drugiej połowy XIX wieku,  15 lutego 2019 habilitowała się na podstawie pracy zatytułowanej Polskie Italie. Prasowy obraz Włoch początku XXI wieku.
Awansowała na stanowisko adiunkta w Instytucie Dziennikarstwa i Komunikacji Społecznej na Wydziale Humanistycznym Uniwersytetu Warmińsko-Mazurskiego w Olsztynie.